# Лудингтон, Сибил
Сибил Лудингтон (англ. Sybil (Sibbell) Ludington; 5 апреля 1761 — 26 февраля 1839) признана героиней американской войны за независимость; точность свидетельств о её подвиге ставится под сомнение современными учёными. Считается, что 26 апреля 1777 года 16-летняя дочь полковника колониальной милиции Генри Лудингтона проскакала ночью 40 миль (64 км) для сбора сил ополчения в соседних городах после поджога Данбери, штат Коннектикут, британскими войсками.
Отчёты о поездке Лудингтон основаны на кратком упоминании в мемуарах 1907 года о её отце, опубликованных в частном порядке его внуками. В отчёте The New England Quarterly за 2015 год говорится, что доказательств, подтверждающих эту историю, мало; вопрос о том, имела ли место поездка, поднимается по крайней мере с 1956 года.
Будучи относительно неизвестной в 1870-х годах, Лудингтон стала популярна во время Второй мировой войны, после того, как в местах, которые, как предполагалось, она посещала во время своей поездки, были размещены исторические дорожные указатели. Ей посвящены мемориальные статуи, о ней написаны книги. Она была изображена сидящей на лошади на почтовой марке, посвящённой двухсотлетию Соединённых Штатов, выпущенной 25 марта 1975 года.

## Ранняя жизнь, семья и смерть

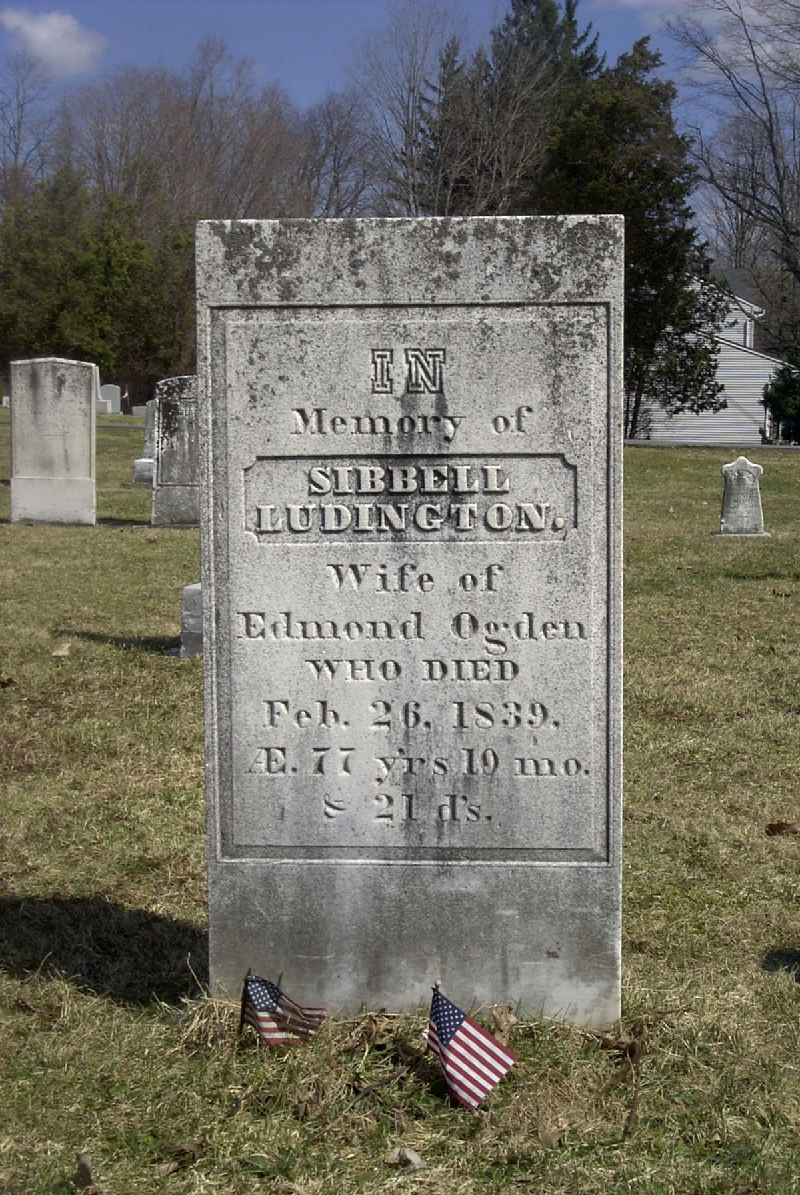
Могила Сибил Лудингтон с вариантом написания её имени

Лудингтон родилась 5 апреля 1761 года в Фредериксбурге, штат Нью-Йорк. Она была первой из 12 детей Эбигейл и Генри Лудингтона, владельца мельницы (причём Эбигейл была двоюродной сестрой Генри). По словам его родственников, отец Сибиллы участвовал в Войне с французами и индейцами и вызвался возглавить местное ополчение во время Войны за независимость.
В возрасте 23 лет в 1784 году Лудингтон вышла замуж за Эдмонда Огдена. В 1786 году у них родился сын по имени Генри (согласно статье New York Times, у пары было шесть детей). В 1811 году Лудингтон переехала в Унадиллу, штат Нью-Йорк.
Сибил жила в Унадилле до своей смерти 26 февраля 1839 года в возрасте 77 лет. Она была похоронена рядом с отцом на пресвитерианском кладбище Паттерсона в Паттерсоне, штат Нью-Йорк. На её надгробии указан один из вариантов написания её имени.

## Поездка Лудингтон
Современные источники признают Лудингтон героиней американской войны за независимость.

### Исторические свидетельства
В сведениях, исходящих от семьи Лудингтон, значится, что Сибил сыграла важную роль во время британского рейда на Данбери.
Согласно истории, рассказанной спустя десятилетия, 26 апреля 1777 года Сибил Лудингтон, тогда 16-летняя, проехала 40 миль (64 км) от своего родного города в Фредериксбурге, штат Нью-Йорк (недалеко от Дэнбери, штат Коннектикут) через округ Патнэм, штат Нью-Йорк, чтобы сплотить около 400 ополченцев под командованием её отца, полковника Генри Лудингтона, когда британские войска сжигали Данбер, где у Континентальной армии был склад снабжения. Войска из Нью-Йорка и Коннектикута собрались, чтобы на следующий день вступить в бой с британцами в битве при Риджфилде, и те отступили.
Краткое упоминание о поездке Лудингтон было опубликовано её внуками в 1907 году как часть мемуаров её отца. В нескольких современных источниках говорится, что генерал Джордж Вашингтон отметил Лудингтон за героизм; более поздние исследования высказывали сомнение в том, что поездка вообще имела место.

### История исследований

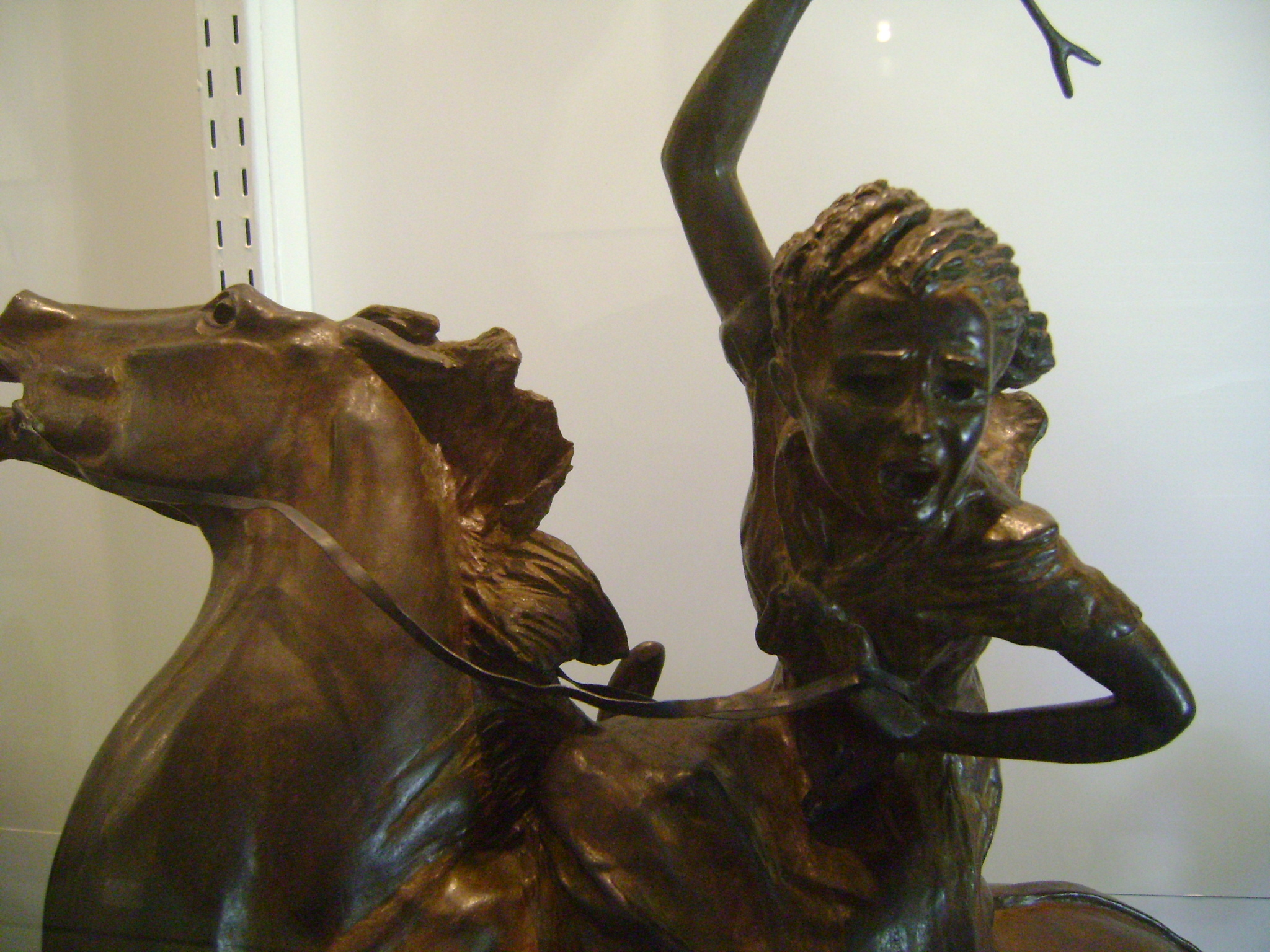
Крупный план уменьшенной версии статуи, представляющей Лудингтон, работы Анны Хаятт Хантингтон в Брукгрин-Гарденс, Южная Каролина

В статье в журнале Smithsonian за 2022 год, написанной Эбигейл Такер, говорится, что самая ранняя известная запись о поездке Лудингтон в 1777 году была сделана в 1854 году племянником Сибил, Чарльзом Х. Лудингтоном, который стремился добиться признания своей тёти героиней. Лудингтон была включена местным историком Мартой Лэмб в книгу 1880 года о районе Нью-Йорка. Краткая (две страницы из трёхсот страниц книги) более поздняя ссылка появилась в мемуарах 1907 года, написанных Уиллисом Флетчером Джонсоном об отце Сибил и опубликованных в частном порядке его внуками (Хант характеризовала источник как не вполне надёжный).
Такер заявляет, что в письмах, написанных самой Лудингтон, поездка не упоминается. Источники расходятся относительно того, ездила ли она без седла или в боковом седле, как звали лошадь и как писалось её имя (Сибил Sybil, Сибал Cybal, Сибил Sibyl, Себил Sebil, Сибилла Sybille или Сиббелл Sibbell).
В 1838 году Лудингтон запросила пенсию на основании того, что её муж Огден участвовал в Войне за независимость, но не смогла доказать, что была замужем за ним. По словам Паулы Хант, написавшей в журнале The New England Quarterly: «Ни в одном из письменных показаний под присягой, подтверждающих военную службу Генри Огдена и законность брака Сибил, не упоминается её поездка, и она не пыталась использовать это как основание для пенсии».
Лэмб утверждает, что её отчёт основан на первоисточниках, включая письма, проповеди, генеалогические сборники, завещания и судебные протоколы для документирования деталей. Она не цитирует источники и не предоставляет документацию о поездке. Хант предполагает, что история могла быть рассказана Лэмб потомками Лудингтон.
Частично из-за отсутствия современных источников Хант поднимает вопросы о событиях. Она пишет, что ни одна из первоначальных публикаций о поездке «не содержала никакой информации о маршруте Сибиллы», а предполагаемый маршрут был разработан спекулятивно менеджерами проекта, которые позже установили исторические маркеры, «относительно недорогое, но все более популярное средство для штатов и местностей для развития туризма». Установка исторических придорожных указателей, начавшаяся в 1934 году — хотя, по словам Ханта, основанная на предположительных местах, — привела к публикациям, которые к 1937 году придали Сибил статус героини, а публикация поэмы о ней в 1940 году сделала историю национально известной. Сомнения по поводу события возникли ещё в 1956 году; противопоставляя историю Лудингтон истории Бетси Росс, Хант цитирует Генри Нобла Маккракена, Old Dutchess Forever! The Story of an American County, и две новостные статьи в Нью-Йорке за 1995 год:
В случае с Сибил, освящённые государством исторические придорожные знаки, статуя и почтовая марка, посвящённые её поездке, а также множество книг, газетных и журнальных статей, в которых пересказывалась её история, создали ауру авторитетности, которая эффективно рассеяла любые периодические приступы скептицизма.
Хант описала, как история Лудингтон изображалась в средствах массовой информации и литературе, и как привела к развитию туризма. Поллак писал в 1975 году в New York Times, что «многие детские книги рассматривают это сообщение как исторический факт», хотя историк округа Патнэм указал, что «нет убедительных доказательств того, что Сибил действительно совершила поездку». Хант утверждает, что многие популярные детали были выдумкой, например, лошадь по кличке Стар (Звезда), палка, которую держала девочка, и расстояние в 40 миль. Хант заявляет, что два источника о поездке Лудингтон не упоминались ни в одной другой значительной истории, созданной в ту же эпоху, и что, несмотря на то, что истории о героических женщинах колониальной эпохи распространились к 1870-м годам, единственными опубликованными отчётами о Лудингтон были рассказы Лэмба и Джонсона. Она пишет:
Поездка Сибиллы включает в себя мифические значения и ценности, выраженные в основании страны. Как личность она олицетворяет постоянную потребность американцев находить и создавать героев, воплощающих в себе превалирующие взгляды и убеждения.
Современные источники предполагают, что патриотическая армия и город Дэнбери уже знали о приближении британских войск, как отмечалось в The New-York Gazette и Weekly Mercury от 19 мая 1777 года, в которых говорилось:
В субботу, 26 апреля, в Дэнбери прибыл экспресс от бригадного генерала Силлимана, сообщавший, что большой отряд противника высадился накануне на закате в Компо, участке земли между Фэрфилдом и Норуолком, и двинулся в сторону Данбери. Немедленно были приняты меры.
В 1996 году национальная организация «Дочери американской революции» (DAR) заявила, что доказательств недостаточно, чтобы соблюсти их критерии героини войны, и добавила к выставке примечание о поездке: «Это отличная история, но нет способа узнать, правда она или нет». В отделении DAR рядом с историческим домом Лудингтон говорится, что подвиг был задокументирован, и продолжает чтиться.
Хант заключает: «Кажется, история одинокой девочки-подростка, стремящейся к свободе, просто слишком хороша, чтобы в неё нельзя было поверить».

## Наследие и почести

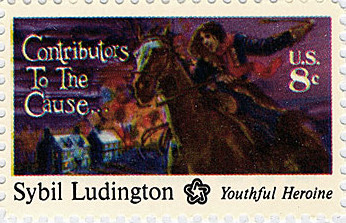
Памятная марка Сибил Лудингтон

В 1934 году штат Нью-Йорк начал устанавливать ряд исторических указателей вдоль предполагаемого маршрута Лудингтон.
Памятная скульптура Анны Хаятт Хантингтон была установлена на озере Гленейда недалеко от Кармела, штат Нью-Йорк, в 1961 году. Меньшие версии статуи находятся в штаб-квартире организации «Дочери американской революции» в Вашингтоне, округ Колумбия, в публичной библиотеке в Данбери, штат Коннектикут, и в Брукгрин-Гарденс, Мерреллс-Инлет, Южная Каролина .
В 1975 году Лудингтон была удостоена почтовой марки из серии «Contributors to the Cause» к двухсотлетию США. Национальная стрелковая ассоциация учредила Премию Сибил Лудингтон за свободу женщин (Women’s Freedom Award) в 1995 году.
Композитор Людмила Улехла написала камерную оперу 1993 года Sybil of the American Revolution на основе рассказа о поездке Лудингтон. В 2014 году Лудингтон была показана в документальном фильме American Heroes Channel «Американская революция: восстание патриотов». В 2010 году был снят фильм Sybil Ludington, The female Paul Revere.